# Валкире
Валкире (превод оне које бирају пале у борби) су митолошко бића из нордијске митологије. Оне су Одинове посланице и јашу небом са њим. Задатак им је, као што име говори, да бирају хероје који су заслужили одлазак у Валхалу.